# جون كيني (ممثل)
جون كيني (بالإنجليزية: Jon Kenny)‏ هو ممثل أيرلندي، ولد في 12 ديسمبر 1957 في جمهورية أيرلندا.

## وصلات خارجية
- جون كيني على موقع IMDb (الإنجليزية)
- جون كيني على موقع قاعدة بيانات الفيلم (الإنجليزية)